# Stachus

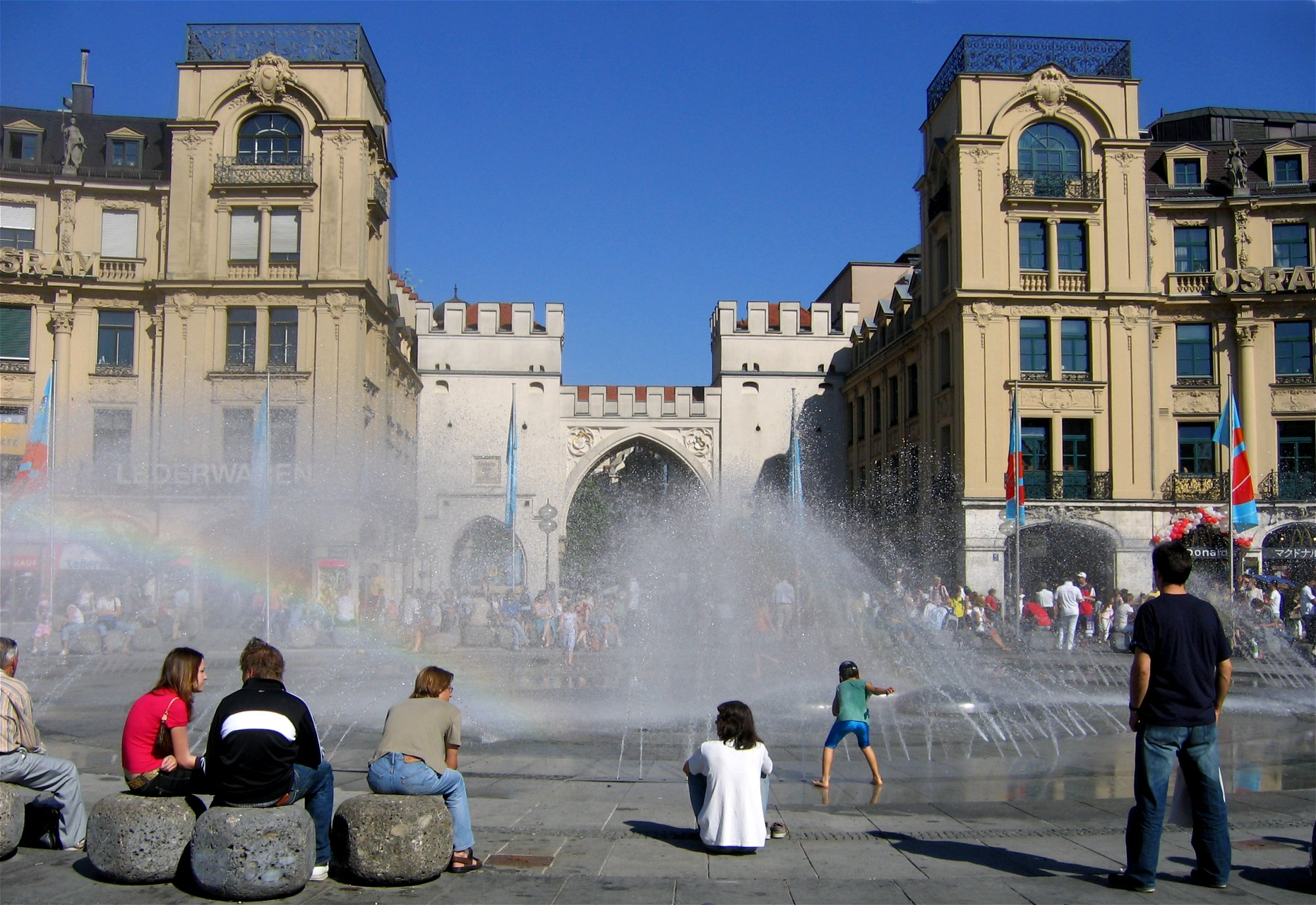
Stachus i München, Brunnen och Karlstor

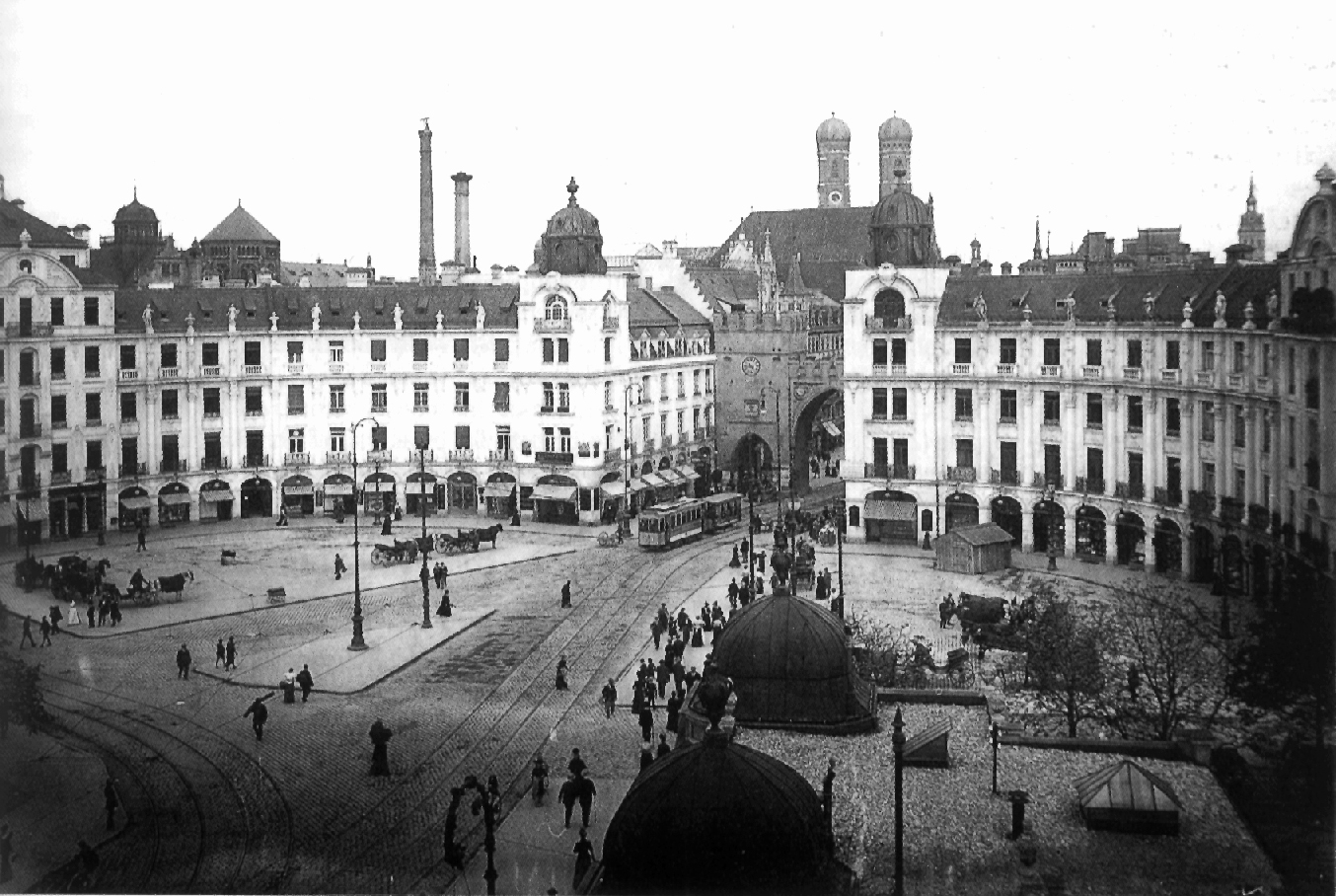
Stachus omkring 1902

Stachus är det namn man använder på Karlsplatz ett torg i München. Platsen har fått sitt namn efter ett värdshus ägt av Eustachius Föderl som kallades Stachusgarten som öppnade 1755 där idag Galeria Kaufhof ligger.  
Stachus officiella namn Karlsplatz används inte av Münchenborna då namnet kommer från kurfursten Karl Theodor som inte var populär hos lokalbefolkningen. 
Omvandlingen av Stachus som en följd av byggandet av tunnelbanan och det underjordiska köpcentrum som samtidigt skapades är en viktig del i det moderna München. Från Stachus går ett gångstråk ner till Marienplatz med en rad varuhus, affärer, restauranger och caféer. 